# Rhaebo blombergi
Espèce
Synonymes
- Bufo blombergi Myers & Funkhouser, 1951

Statut de conservation UICN

 NT  : Quasi menacé
Rhaebo blombergi est une espèce d'amphibiens de la famille des Bufonidae.

## Répartition
Cette espèce se rencontre entre 200 et 550 m d'altitude :
- dans le nord-ouest de l'Équateur dans les provinces d'Esmeraldas, d'Imbabura, de Pichincha et de Carchi sur le versant Ouest de la cordillère Occidentale équatorienne ;
- dans l'ouest de la Colombie dans les départements de Nariño, de Cauca, de Valle del Cauca et de Chocó sur le versant Ouest de la cordillère Occidentale colombienne.

## Étymologie
Cette espèce est nommée en l'honneur de Rolf Blomberg (1912–1996).

## Publication originale
- Myers & Funkhouser, 1951 : A new giant toad from southwestern Colombia. Zoologica, vol. 36, p. 279-282.